# Výroba fotostrojů Václav Koula
Výroba fotostrojů Václav Koula je bývalá firma na Novém Městě v Praze v ulici Žitná.

## Historie
Firma Václava Kouly vyráběla ateliérové a kartoreprodukční fotografické přístroje a fotogrammetrické vybavení. Na Novém Městě vlastnila dva starší domy a mezi nimi dala roku 1922 postavit dílnu podle návrhu architekta Hejduka. Architekt zároveň na těchto domech dostavěl patra a upravil průčelí domu do Žitné ulice pro prodejnu; později také provedl nástavbu dílny. Roku 1924 navrhl Josef Tůma čelní fasádu ve stylu art deco. Ve štítě je dochován znak firmy.